# Путильский район
Пути́льский райо́н (укр. Путильський район) — упразднённая административная единица Черновицкой области Украины. Административный центр — посёлок городского типа Путила.

## География
Путильський район был расположен в юго-западной части области, на границе с Румынией, в высочайшей части Украинских Карпат. Около 63 % территории района было покрыто лесами. Расстояние до областного центра составляло 120 км.

## Население
По данным всеукраинской переписи населения 2001 года в населении района присутствовали следующие этнические группы:
- украинцы — 99,3 %
- русские — 0,4 %[3].

## История
Образован в 1940 году. В 1962—1965 территория района входила в состав Вижницкого района. В ходе административно-территориальной реформы в Украине, в 2020 году район был упразднён, его территория снова вошла в состав Вижницкого района. На территории района были сформированы Конятинская, Путильская, Селятинская и Усть-Путильская территориальные общины.